# Puente Centenario (Santiago de Chile)
El puente Centenario es un viaducto ubicado en la comuna de Vitacura, en Santiago, la capital de Chile, que conecta las riberas norte y sur del río Mapocho a través del eje Américo Vespucio. Fue construido en 1988, tiene 195 metros de largo y pasa, además, sobre la Avenida Escrivá de Balaguer y la Autopista Costanera Norte.

## Transporte
Se encuentra en la Zona C del Transantiago, cuyos servicios alimentadores están a cargo de Veolia Redbus Urbano S.A. Pasan por las comunas de Las Condes, Lo Barnechea, Providencia y Vitacura, y su color distintivo es el rojo (con blanco en el medio). La gran mayoría de los buses de esta zona son reacondicionados minibuses del sistema Metrobús. El recorrido alimentador que pasa por el Puente es el C18, que va desde la estación Dorsal hasta el Metro Escuela Militar, recorriendo la Circunvalación Américo Vespucio entre la Avenida del Parque de Huechuraba y la calle Renato Sánchez de Las Condes.

## Autopistas

### Costanera Norte
Costanera Norte, también conocida como Sistema Oriente-Poniente, es una autopista urbana concesionada, inaugurada el 12 de abril de 2005, que se extiende de este a oeste de la capital, conectando el sector alto con el Aeropuerto de Pudahuel y la ruta que une la ciudad con Valparaíso, Viña del Mar y otras localidades del Litoral Central. El Puente Centenario pasa por sobre la autopista, que en ese sector va en superficie en la ribera norte del Río Mapocho, y los conductores pueden hacer el cambio de la Avenida Américo Vespucio a la vía expresa y viceversa a través de un enlace que se encuentra al poniente de la misma. 

### Acceso Nororiente
El Acceso Nororiente a Santiago tiene una longitud aproximada de 22 kilómetros y se inicia en el enlace Centenario (próximo al Puente Centenario), el cual reparte los flujos de la autopista por los ejes Costanera Norte, Américo Vespucio y Santa María, y por el acceso al Colegio Saint George. La autopista uneel sector nororiente de Santiago con el kilómetro 18 de la Autopista del Aconcagua en aproximadamente 15 minutos.
En un principio, el enlace Centenario consideraba la construcción de una estructura elevada tipo viaducto, conformada por dos estructuras gemelas, que conectarían el Cerro La Pirámide con la Avenida Américo Vespucio, con una longitud aproximada de 919 metros. El emplazamiento del viaducto partiría en Vespucio, en la ribera sur del Río Mapocho, pasando sobre el bandejón central de la vialidad existente que llega al mirador de La Pirámide. Sin embargo, el diseño fue modificado, incluyendo doce ramales y nueve estructuras en tres niveles. Desde la superficie se puede acceder a la vialidad local y a la Costanera Norte; desde el segundo nivel, a Américo Vespucio; y desde el tercero, a la Autopista Acceso Nororiente. El enlace tiene un puente de 210 metros de largo, equipado con barandas antiimpacto de hormigón y metal para evitar que los vehículos puedan caer al vacío. El tramo más alto pasa a 20 metros sobre el mirador que hay en el Parque Metropolitano de Santiago, al lado del camino viejo de La Pirámide. Luego, la estructura se desliza hasta quedar a siete metros sobre Américo Vespucio para descender en una pista adicional del Puente Centenario. Dicho viaducto mantiene sus dos pistas para desplazarse hacia Vitacura o Huechuraba, y una tercera para acceder a la vialidad local, pero se le añadirá una cuarta calzada por sentido para tomar la Autopista Nororiente. Se esperaba que tras su inauguración el nudo recibiera un flujo de 850 vehículos por hora. Si bien no hay interrupciones en el trayecto, desprovisto de semáforos, los vehículos deben circular a velocidades de entre 40 y 50 kilómetros por hora, que es el máximo permitido por el diseño del enlace, pero la concesionaria no prevé problemas de atochamiento porque el nudo tiene suficiente capacidad para absorber el flujo vehicular. La empresa también aseguró que el Enlace Centenario no agravará la congestión vehicular que sufre el Colegio Saint George, porque ningún ramal pasará por el frente. Con todo, igual se harán mejoras viales y de señalización.[cita requerida]

### Vespucio Oriente
El sector del Puente Centenario sería el inicio de la Autopista Vespucio Oriente, que conectaría el sector de La Pirámide con la Rotonda Grecia , en la comuna de Ñuñoa, a través de un túnel de 10 kilómetros de largo. Sin embargo, luego de varios años de debate y tras culminar costosos estudios de factibilidad, el Ministerio de Obras Públicas de Chile definió el trazado subterráneo de la futura vía expresa y cambió el tramo desde Kennedy hacia el norte, que anteriormente pasaba bajo el Parque Américo Vespucio Oriente, en el bandejón central de la avenida, y que ahora conducirá los flujos de la autopista por Alonso de Córdoba, evitando intervenir la zona del parque consolidado en la comuna de Vitacura. Además, se extendió el recorrido de Vespucio Oriente hasta El Salto.
De todas maneras, la comuna de Vitacura presentó una nueva alternativa, que sería más económica, con más áreas verdes, y menos compleja en su ejecución, lo que daba pie a repensar la estrategia para todo el trazado desde el Puente Centenario hasta Grecia.